# 20e étape du Tour d'Italie 2024
Pour un article plus général, voir Tour d'Italie 2024.
La 20e étape du Tour d'Italie 2024 se déroule le samedi 25 mai 2024 entre Alpago et Bassano del Grappa en Vénétie sur une distance de 184 km.

## Parcours
La première partie de cette étape s'oriente vers le sud-ouest sur un terrain vallonné jusqu'à Semonzo del Grapa. Par la suite, les coureurs accomplissent deux tours d'un circuit local d'une cinquantaine de kilomètres dans les Dolomites comprenant une double ascension du Monte Grappa (cols de 1re catégorie, altitude : 1 675 m), soit deux montées de 18,2 km avec une pente moyenne de 8,1 %. Le dernier franchissement de ce col se situe à 31 kilomètres de l'arrivée jugée à Bassano del Grappa au bas d'une longue descente.

## Déroulement de la course
À 140 kilomètres de l'arrivée, un groupe de onze échappés fait la course en tête. Parmi les fuyards, se trouve le vainqueur de la veille Andrea Vendrame. Au moment d'entamer la première ascension du Monte Grappa, les échappés comptent 3 min 50 s d'avance sur le peloton. Lors de la montée, le groupe de tête explose et l'écart diminue alors que Giulio Pellizzari (VF Group-Bardiani) sort du peloton et rejoint en tête les coureurs rescapés de l'échappée. Au sommet, l'échappée forte de cinq hommes possède une avance d'une minute sur le peloton maillot rose. Dans la descente, Pellizzari, son équipier Alessandro Tonelli et Pelayo Sánchez (Movistar) se retrouvent en tête de la course et reprennent de l'avance avant d'aborder la seconde ascension du Monte Grappa avec un avantage de 2 min 30 s. 
Dès l'entame de cette ascension, Pellizzari part seul. Le groupe maillot rose emmené par quatre équipiers UAE Emirates de Tadej Pogačar revient progressivement sur les échappés. À 5 kilomètres du sommet et 36 de l'arrivée, Pogačar produit son effort et s'en va seul à la poursuite de Pellizzari qu'il rattrape bientot avant de le lâcher quelques hectomètres plus loin. Le maillot rose slovène passe en tête au sommet avec près de deux minutes d'avance sur ses poursuivants. Il conserve plus ou moins le même écart pendant la longue descente et s'impose à Bassano del Grappa pour la sixième fois lors de ce Giro 2024.

## Résultats

### Classement de l'étape
| \| Classement de l'étape \| Classement de l'étape \| Classement de l'étape \| Classement de l'étape \| Classement de l'étape \| \| Coureur \| Coureur \| Pays \| Équipe \| Temps \| \| --------------------- \| ---------------------- \| --------------------- \| ----------------------------- \| --------------------- \| \| 1er \| Tadej Pogačar \| Slovénie \| UAE Team Emirates \| 4 h 58 min 23 s \| \| 2e \| Valentin Paret-Peintre \| France \| Decathlon-AG2R La Mondiale \| + 2 min 07 s \| \| 3e \| Daniel Martínez \| Colombie \| Bora-Hansgrohe \| + 2 min 07 s \| \| 4e \| Antonio Tiberi \| Italie \| Bahrain Victorious \| + 2 min 07 s \| \| 5e \| Einer Rubio \| Colombie \| Movistar Team \| + 2 min 07 s \| \| 6e \| Giulio Pellizzari \| Italie \| VF Group-Bardiani CSF-Faizanè \| + 2 min 07 s \| \| 7e \| Geraint Thomas \| Royaume-Uni \| Ineos Grenadiers \| + 2 min 07 s \| \| 8e \| Ben O'Connor \| Australie \| Decathlon-AG2R La Mondiale \| + 2 min 07 s \| \| 9e \| Michael Storer \| Australie \| Tudor Pro Cycling Team \| + 2 min 31 s \| \| 10e \| Rafał Majka \| Pologne \| UAE Team Emirates \| + 3 min 08 s \| |                        |             |                               |                 |
| |                        |             |                               |                 |
| Sources : ProCyclingStats Cycling Quotient |                        |             |                               |                 |
| Classement de l'étape |                        |             |                               |                 |
| Coureur | Coureur                | Pays        | Équipe                        | Temps           |
| 1er | Tadej Pogačar          | Slovénie    | UAE Team Emirates             | 4 h 58 min 23 s |
| 2e | Valentin Paret-Peintre | France      | Decathlon-AG2R La Mondiale    | + 2 min 07 s    |
| 3e | Daniel Martínez        | Colombie    | Bora-Hansgrohe                | + 2 min 07 s    |
| 4e | Antonio Tiberi         | Italie      | Bahrain Victorious            | + 2 min 07 s    |
| 5e | Einer Rubio            | Colombie    | Movistar Team                 | + 2 min 07 s    |
| 6e | Giulio Pellizzari      | Italie      | VF Group-Bardiani CSF-Faizanè | + 2 min 07 s    |
| 7e | Geraint Thomas         | Royaume-Uni | Ineos Grenadiers              | + 2 min 07 s    |
| 8e | Ben O'Connor           | Australie   | Decathlon-AG2R La Mondiale    | + 2 min 07 s    |
| 9e | Michael Storer         | Australie   | Tudor Pro Cycling Team        | + 2 min 31 s    |
| 10e | Rafał Majka            | Pologne     | UAE Team Emirates             | + 3 min 08 s    |

### Points attribués pour le classement par points
| Sprint intermédiaire Possagno (km 75,3) | Sprint intermédiaire Possagno (km 75,3) | Sprint intermédiaire Possagno (km 75,3) | Sprint intermédiaire Possagno (km 75,3) | Sprint intermédiaire Possagno (km 75,3) |
| --------------------------------------- | --------------------------------------- | --------------------------------------- | --------------------------------------- | --------------------------------------- |
|                                         | Coureur                                 | Pays                                    | Équipe                                  | Point(s)                                |
| 1er                                     | Davide Ballerini                        | Italie                                  | Astana Qazaqstan                        | 12                                      |
| 2e                                      | Edward Theuns                           | Belgique                                | Lidl-Trek                               | 8                                       |
| 3e                                      | Andrea Pietrobon                        | Italie                                  | Polti Kometa                            | 6                                       |
| 4e                                      | Andrea Vendrame                         | Italie                                  | Decathlon AG2R La Mondiale              | 5                                       |
| 5e                                      | Jimmy Janssens                          | Belgique                                | Alpecin-Deceuninck                      | 4                                       |
| 6e                                      | Alessandro Tonelli                      | Italie                                  | VF Group-Bardiani CSF-Faizané           | 3                                       |
| 7e                                      | Lorenzo Germani                         | Italie                                  | Groupama-FDJ                            | 2                                       |
| 8e                                      | Rubén Fernández                         | Espagne                                 | Cofidis                                 | 1                                       |
| modifier                                |                                         |                                         |                                         |                                         |

| Sprint intermédiaire Semonzo del Grappa (km 135) | Sprint intermédiaire Semonzo del Grappa (km 135) | Sprint intermédiaire Semonzo del Grappa (km 135) | Sprint intermédiaire Semonzo del Grappa (km 135) | Sprint intermédiaire Semonzo del Grappa (km 135) |
| ------------------------------------------------ | ------------------------------------------------ | ------------------------------------------------ | ------------------------------------------------ | ------------------------------------------------ |
|                                                  | Coureur                                          | Pays                                             | Équipe                                           | Point(s)                                         |
| 1er                                              | Alessandro Tonelli                               | Italie                                           | VF Group-Bardiani CSF-Faizané                    | 12                                               |
| 2e                                               | Giulio Pellizzari                                | Italie                                           | VF Group-Bardiani CSF-Faizané                    | 8                                                |
| 3e                                               | Pelayo Sánchez                                   | Espagne                                          | Movistar                                         | 6                                                |
| 4e                                               | Jimmy Janssens                                   | Belgique                                         | Alpecin-Deceuninck                               | 5                                                |
| 5e                                               | Vegard Stake Laengen                             | Norvège                                          | UAE Team Emirates                                | 4                                                |
| 6e                                               | Mikkel Bjerg                                     | Danemark                                         | UAE Team Emirates                                | 3                                                |
| 7e                                               | Felix Großschartner                              | Autriche                                         | UAE Team Emirates                                | 2                                                |
| 8e                                               | Domen Novak                                      | Slovénie                                         | UAE Team Emirates                                | 1                                                |
| modifier                                         |                                                  |                                                  |                                                  |                                                  |

| \| Arrivée d'étape Bassano del Grappa (km 184) \| Arrivée d'étape Bassano del Grappa (km 184) \| Arrivée d'étape Bassano del Grappa (km 184) \| Arrivée d'étape Bassano del Grappa (km 184) \| Arrivée d'étape Bassano del Grappa (km 184) \| \| ------------------------------------------- \| ------------------------------------------- \| ------------------------------------------- \| ------------------------------------------- \| ------------------------------------------- \| \| \| Coureur \| Pays \| Équipe \| Point(s) \| \| 1er \| Tadej Pogačar \| Slovénie \| UAE Team Emirates \| 15 \| \| 2e \| Valentin Paret-Peintre \| France \| Decathlon AG2R La Mondiale \| 12 \| \| 3e \| Daniel Martínez \| Colombie \| Bora-Hansgrohe \| 9 \| \| 4e \| Antonio Tiberi \| Italie \| Bahrain Victorious \| 7 \| \| 5e \| Einer Rubio \| Colombie \| Movistar \| 6 \| \| 6e \| Giulio Pellizzari \| Italie \| VF Group-Bardiani CSF-Faizané \| 5 \| \| 7e \| Geraint Thomas \| Grande-Bretagne \| Ineos Grenadiers \| 4 \| \| 8e \| Ben O'Connor \| Australie \| Decathlon AG2R La Mondiale \| 3 \| \| 9e \| Michael Storer \| Australie \| Tudor Pro Cycling Team \| 2 \| \| 10e \| Rafał Majka \| Pologne \| UAE Team Emirates \| 1 \| \| modifier \| \| \| \| \| |                        |                 |                               |          |
| Arrivée d'étape Bassano del Grappa (km 184) |                        |                 |                               |          |
| | Coureur                | Pays            | Équipe                        | Point(s) |
| 1er | Tadej Pogačar          | Slovénie        | UAE Team Emirates             | 15       |
| 2e | Valentin Paret-Peintre | France          | Decathlon AG2R La Mondiale    | 12       |
| 3e | Daniel Martínez        | Colombie        | Bora-Hansgrohe                | 9        |
| 4e | Antonio Tiberi         | Italie          | Bahrain Victorious            | 7        |
| 5e | Einer Rubio            | Colombie        | Movistar                      | 6        |
| 6e | Giulio Pellizzari      | Italie          | VF Group-Bardiani CSF-Faizané | 5        |
| 7e | Geraint Thomas         | Grande-Bretagne | Ineos Grenadiers              | 4        |
| 8e | Ben O'Connor           | Australie       | Decathlon AG2R La Mondiale    | 3        |
| 9e | Michael Storer         | Australie       | Tudor Pro Cycling Team        | 2        |
| 10e | Rafał Majka            | Pologne         | UAE Team Emirates             | 1        |
| modifier |                        |                 |                               |          |

### Points attribués pour le classement du meilleur grimpeur
| Muro di Ca' del Poggio (km 30,3) 4e catégorie (1,1 km à 11,7%) | Muro di Ca' del Poggio (km 30,3) 4e catégorie (1,1 km à 11,7%) | Muro di Ca' del Poggio (km 30,3) 4e catégorie (1,1 km à 11,7%) | Muro di Ca' del Poggio (km 30,3) 4e catégorie (1,1 km à 11,7%) | Muro di Ca' del Poggio (km 30,3) 4e catégorie (1,1 km à 11,7%) |
| -------------------------------------------------------------- | -------------------------------------------------------------- | -------------------------------------------------------------- | -------------------------------------------------------------- | -------------------------------------------------------------- |
|                                                                | Coureur                                                        | Pays                                                           | Équipe                                                         | Point(s)                                                       |
| 1er                                                            | Lorenzo Germani                                                | Italie                                                         | Groupama-FDJ                                                   | 3                                                              |
| 2e                                                             | Davide Ballerini                                               | Italie                                                         | Astana Qazaqstan                                               | 2                                                              |
| 3e                                                             | Andrea Vendrame                                                | Italie                                                         | Decathlon AG2R La Mondiale                                     | 1                                                              |
| modifier                                                       |                                                                |                                                                |                                                                |                                                                |

| Monte Grappa (km 106,1) 1re catégorie (18,1 km à 8,1%) | Monte Grappa (km 106,1) 1re catégorie (18,1 km à 8,1%) | Monte Grappa (km 106,1) 1re catégorie (18,1 km à 8,1%) | Monte Grappa (km 106,1) 1re catégorie (18,1 km à 8,1%) | Monte Grappa (km 106,1) 1re catégorie (18,1 km à 8,1%) |
| ------------------------------------------------------ | ------------------------------------------------------ | ------------------------------------------------------ | ------------------------------------------------------ | ------------------------------------------------------ |
|                                                        | Coureur                                                | Pays                                                   | Équipe                                                 | Point(s)                                               |
| 1er                                                    | Giulio Pellizzari                                      | Italie                                                 | VF Group-Bardiani CSF-Faizané                          | 40                                                     |
| 2e                                                     | Alessandro Tonelli                                     | Italie                                                 | VF Group-Bardiani CSF-Faizané                          | 18                                                     |
| 3e                                                     | Pelayo Sánchez                                         | Espagne                                                | Movistar                                               | 12                                                     |
| 4e                                                     | Jimmy Janssens                                         | Belgique                                               | Alpecin-Deceuninck                                     | 9                                                      |
| 5e                                                     | Andrea Vendrame                                        | Italie                                                 | Decathlon AG2R La Mondiale                             | 6                                                      |
| 6e                                                     | Mikkel Bjerg                                           | Danemark                                               | UAE Team Emirates                                      | 4                                                      |
| 7e                                                     | Domen Novak                                            | Slovénie                                               | UAE Team Emirates                                      | 2                                                      |
| 8e                                                     | Felix Großschartner                                    | Autriche                                               | UAE Team Emirates                                      | 1                                                      |
| modifier                                               |                                                        |                                                        |                                                        |                                                        |

| \| Monte Grappa (km 153,3) 1re catégorie (18,1 km à 8,1%) \| Monte Grappa (km 153,3) 1re catégorie (18,1 km à 8,1%) \| Monte Grappa (km 153,3) 1re catégorie (18,1 km à 8,1%) \| Monte Grappa (km 153,3) 1re catégorie (18,1 km à 8,1%) \| Monte Grappa (km 153,3) 1re catégorie (18,1 km à 8,1%) \| \| ------------------------------------------------------ \| ------------------------------------------------------ \| ------------------------------------------------------ \| ------------------------------------------------------ \| ------------------------------------------------------ \| \| \| Coureur \| Pays \| Équipe \| Point(s) \| \| 1er \| Tadej Pogačar \| Slovénie \| UAE Team Emirates \| 40 \| \| 2e \| Giulio Pellizzari \| Italie \| VF Group-Bardiani CSF-Faizané \| 18 \| \| 3e \| Antonio Tiberi \| Italie \| Bahrain Victorious \| 12 \| \| 4e \| Daniel Martínez \| Colombie \| Bora-Hansgrohe \| 9 \| \| 5e \| Einer Rubio \| Colombie \| Movistar \| 6 \| \| 6e \| Valentin Paret-Peintre \| France \| Decathlon AG2R La Mondiale \| 4 \| \| 7e \| Geraint Thomas \| Grande-Bretagne \| Ineos Grenadiers \| 2 \| \| 8e \| Ben O'Connor \| Australie \| Decathlon AG2R La Mondiale \| 1 \| \| modifier \| \| \| \| \| |                        |                 |                               |          |
| Monte Grappa (km 153,3) 1re catégorie (18,1 km à 8,1%) |                        |                 |                               |          |
| | Coureur                | Pays            | Équipe                        | Point(s) |
| 1er | Tadej Pogačar          | Slovénie        | UAE Team Emirates             | 40       |
| 2e | Giulio Pellizzari      | Italie          | VF Group-Bardiani CSF-Faizané | 18       |
| 3e | Antonio Tiberi         | Italie          | Bahrain Victorious            | 12       |
| 4e | Daniel Martínez        | Colombie        | Bora-Hansgrohe                | 9        |
| 5e | Einer Rubio            | Colombie        | Movistar                      | 6        |
| 6e | Valentin Paret-Peintre | France          | Decathlon AG2R La Mondiale    | 4        |
| 7e | Geraint Thomas         | Grande-Bretagne | Ineos Grenadiers              | 2        |
| 8e | Ben O'Connor           | Australie       | Decathlon AG2R La Mondiale    | 1        |
| modifier |                        |                 |                               |          |

### Points attribués pour le classement des sprints intermédiaires
| Sprint intermédiaire Possagno (km 75,3) | Sprint intermédiaire Possagno (km 75,3) | Sprint intermédiaire Possagno (km 75,3) | Sprint intermédiaire Possagno (km 75,3) | Sprint intermédiaire Possagno (km 75,3) |
| --------------------------------------- | --------------------------------------- | --------------------------------------- | --------------------------------------- | --------------------------------------- |
|                                         | Coureur                                 | Pays                                    | Équipe                                  | Point(s)                                |
| 1er                                     | Davide Ballerini                        | Italie                                  | Astana Qazaqstan                        | 10                                      |
| 2e                                      | Edward Theuns                           | Belgique                                | Lidl-Trek                               | 6                                       |
| 3e                                      | Andrea Pietrobon                        | Italie                                  | Polti Kometa                            | 3                                       |
| 4e                                      | Andrea Vendrame                         | Italie                                  | Decathlon AG2R La Mondiale              | 2                                       |
| 5e                                      | Jimmy Janssens                          | Belgique                                | Alpecin-Deceuninck                      | 1                                       |
| modifier                                |                                         |                                         |                                         |                                         |

| Sprint intermédiaire Il Pianaro (km 163,6) | Sprint intermédiaire Il Pianaro (km 163,6) | Sprint intermédiaire Il Pianaro (km 163,6) | Sprint intermédiaire Il Pianaro (km 163,6) | Sprint intermédiaire Il Pianaro (km 163,6) |
| ------------------------------------------ | ------------------------------------------ | ------------------------------------------ | ------------------------------------------ | ------------------------------------------ |
|                                            | Coureur                                    | Pays                                       | Équipe                                     | Point(s)                                   |
| 1er                                        | Tadej Pogačar                              | Slovénie                                   | UAE Team Emirates                          | 10                                         |
| 2e                                         | Daniel Martínez                            | Colombie                                   | Bora-Hansgrohe                             | 6                                          |
| 3e                                         | Einer Rubio                                | Colombie                                   | Movistar                                   | 3                                          |
| 4e                                         | Antonio Tiberi                             | Italie                                     | Bahrain Victorious                         | 2                                          |
| 5e                                         | Ben O'Connor                               | Australie                                  | Decathlon AG2R La Mondiale                 | 1                                          |
| modifier                                   |                                            |                                            |                                            |                                            |

### Bonifications
|   | Coureur            | Pays    | Équipe                        | Secondes |
| - | ------------------ | ------- | ----------------------------- | -------- |
| 1 | Alessandro Tonelli | Italie  | VF Group-Bardiani CSF-Faizané | 3 s      |
| 2 | Giulio Pellizzari  | Italie  | VF Group-Bardiani CSF-Faizané | 2 s      |
| 3 | Pelayo Sánchez     | Espagne | Movistar                      | 1 s      |

|   | Coureur         | Pays     | Équipe            | Secondes |
| - | --------------- | -------- | ----------------- | -------- |
| 1 | Tadej Pogačar   | Slovénie | UAE Team Emirates | 3 s      |
| 2 | Daniel Martínez | Colombie | Bora-Hansgrohe    | 2 s      |
| 3 | Einer Rubio     | Colombie | Movistar          | 1 s      |

| \| \| Coureur \| Pays \| Équipe \| Secondes \| \| - \| ---------------------- \| -------- \| -------------------------- \| -------- \| \| 1 \| Tadej Pogačar \| Slovénie \| UAE Team Emirates \| 10 s \| \| 2 \| Valentin Paret-Peintre \| France \| Decathlon AG2R La Mondiale \| 6 s \| \| 3 \| Daniel Martínez \| Colombie \| Bora-Hansgrohe \| 4 s \| |                        |          |                            |          |
| | Coureur                | Pays     | Équipe                     | Secondes |
| 1 | Tadej Pogačar          | Slovénie | UAE Team Emirates          | 10 s     |
| 2 | Valentin Paret-Peintre | France   | Decathlon AG2R La Mondiale | 6 s      |
| 3 | Daniel Martínez        | Colombie | Bora-Hansgrohe             | 4 s      |

## Classements à l'issue de l'étape

### Classement général
| \| Classement général \| Classement général \| Classement général \| Classement général \| Classement général \| \| Coureur \| Coureur \| Pays \| Équipe \| Temps \| \| ------------------ \| ------------------ \| ------------------ \| -------------------------- \| ------------------ \| \| 1er \| Tadej Pogačar \| Slovénie \| UAE Team Emirates \| 76 h 22 min 13 s \| \| 2e \| Daniel Martínez \| Colombie \| Bora-Hansgrohe \| + 9 min 56 s \| \| 3e \| Geraint Thomas \| Royaume-Uni \| Ineos Grenadiers \| + 10 min 24 s \| \| 4e \| Ben O'Connor \| Australie \| Decathlon-AG2R La Mondiale \| + 12 min 07 s \| \| 5e \| Antonio Tiberi \| Italie \| Bahrain Victorious \| + 12 min 49 s \| \| 6e \| Thymen Arensman \| Pays-Bas \| Ineos Grenadiers \| + 14 min 31 s \| \| 7e \| Einer Rubio \| Colombie \| Movistar Team \| + 15 min 52 s \| \| 8e \| Jan Hirt \| Tchéquie \| Soudal Quick-Step \| + 18 min 05 s \| \| 9e \| Romain Bardet \| France \| Team dsm-firmenich PostNL \| + 20 min 32 s \| \| 10e \| Michael Storer \| Australie \| Tudor Pro Cycling Team \| + 21 min 11 s \| |                 |             |                            |                  |
| |                 |             |                            |                  |
| Sources : ProCyclingStats Cycling Quotient |                 |             |                            |                  |
| Classement général |                 |             |                            |                  |
| Coureur | Coureur         | Pays        | Équipe                     | Temps            |
| 1er | Tadej Pogačar   | Slovénie    | UAE Team Emirates          | 76 h 22 min 13 s |
| 2e | Daniel Martínez | Colombie    | Bora-Hansgrohe             | + 9 min 56 s     |
| 3e | Geraint Thomas  | Royaume-Uni | Ineos Grenadiers           | + 10 min 24 s    |
| 4e | Ben O'Connor    | Australie   | Decathlon-AG2R La Mondiale | + 12 min 07 s    |
| 5e | Antonio Tiberi  | Italie      | Bahrain Victorious         | + 12 min 49 s    |
| 6e | Thymen Arensman | Pays-Bas    | Ineos Grenadiers           | + 14 min 31 s    |
| 7e | Einer Rubio     | Colombie    | Movistar Team              | + 15 min 52 s    |
| 8e | Jan Hirt        | Tchéquie    | Soudal Quick-Step          | + 18 min 05 s    |
| 9e | Romain Bardet   | France      | Team dsm-firmenich PostNL  | + 20 min 32 s    |
| 10e | Michael Storer  | Australie   | Tudor Pro Cycling Team     | + 21 min 11 s    |

### Classement par points
| Classement par points | Classement par points | Classement par points | Classement par points         | Classement par points |
| Coureur               | Coureur               | Pays                  | Équipe                        | Points                |
| --------------------- | --------------------- | --------------------- | ----------------------------- | --------------------- |
| 1er                   | Jonathan Milan        | Italie                | Lidl-Trek                     | 327 pts               |
| 2e                    | Kaden Groves          | Australie             | Alpecin-Deceuninck            | 200 pts               |
| 3e                    | Tim Merlier           | Belgique              | Soudal Quick-Step             | 143 pts               |
| 4e                    | Julian Alaphilippe    | France                | Soudal Quick-Step             | 132 pts               |
| 5e                    | Tadej Pogačar         | Slovénie              | UAE Team Emirates             | 126 pts               |
| 6e                    | Andrea Pietrobon      | Italie                | Team Polti Kometa             | 117 pts               |
| 7e                    | Filippo Fiorelli      | Italie                | VF Group-Bardiani CSF-Faizanè | 116 pts               |
| 8e                    | Davide Ballerini      | Italie                | Astana Qazaqstan Team         | 82 pts                |
| 9e                    | Jhonatan Narváez      | Équateur              | Ineos Grenadiers              | 80 pts                |
| 10e                   | Mirco Maestri         | Italie                | Team Polti Kometa             | 70 pts                |

### Classement de la montagne
| Classement de la montagne | Classement de la montagne | Classement de la montagne | Classement de la montagne     | Classement de la montagne |
| Coureur                   | Coureur                   | Pays                      | Équipe                        | Points                    |
| ------------------------- | ------------------------- | ------------------------- | ----------------------------- | ------------------------- |
| 1er                       | Tadej Pogačar             | Slovénie                  | UAE Team Emirates             | 270 pts                   |
| 2e                        | Giulio Pellizzari         | Italie                    | VF Group-Bardiani CSF-Faizanè | 206 pts                   |
| 3e                        | Georg Steinhauser         | Allemagne                 | EF Education-EasyPost         | 153 pts                   |
| 4e                        | Nairo Quintana            | Colombie                  | Movistar Team                 | 114 pts                   |
| 5e                        | Julian Alaphilippe        | France                    | Soudal Quick-Step             | 101 pts                   |
| 6e                        | Daniel Martínez           | Colombie                  | Bora-Hansgrohe                | 81 pts                    |
| 7e                        | Simon Geschke             | Allemagne                 | Cofidis                       | 78 pts                    |
| 8e                        | Valentin Paret-Peintre    | France                    | Decathlon-AG2R La Mondiale    | 59 pts                    |
| 9e                        | Romain Bardet             | France                    | Team dsm-firmenich PostNL     | 47 pts                    |
| 10e                       | Amanuel Ghebreigzabhier   | Érythrée                  | Lidl-Trek                     | 42 pts                    |

### Classement du meilleur jeune
| Classement du meilleur jeune | Classement du meilleur jeune | Classement du meilleur jeune | Classement du meilleur jeune | Classement du meilleur jeune |
| Coureur                      | Coureur                      | Pays                         | Équipe                       | Temps                        |
| ---------------------------- | ---------------------------- | ---------------------------- | ---------------------------- | ---------------------------- |
| 1er                          | Antonio Tiberi               | Italie                       | Bahrain Victorious           | 76 h 35 min 02 s             |
| 2e                           | Thymen Arensman              | Pays-Bas                     | Ineos Grenadiers             | + 1 min 42 s                 |
| 3e                           | Filippo Zana                 | Italie                       | Team Jayco AlUla             | + 11 min 10 s                |
| 4e                           | Davide Piganzoli             | Italie                       | Team Polti Kometa            | + 19 min 34 s                |
| 5e                           | Valentin Paret-Peintre       | France                       | Decathlon-AG2R La Mondiale   | + 30 min 37 s                |
| 6e                           | Alex Baudin                  | France                       | Decathlon-AG2R La Mondiale   | + 48 min 01 s                |
| 7e                           | Giovanni Aleotti             | Italie                       | Bora-Hansgrohe               | + 1 h 00 min 14 s            |
| 8e                           | Edoardo Zambanini            | Italie                       | Bahrain Victorious           | + 1 h 13 min 07 s            |
| 9e                           | Kevin Vermaerke              | États-Unis                   | Team dsm-firmenich PostNL    | + 1 h 20 min 53 s            |
| 10e                          | Mauri Vansevenant            | Belgique                     | Soudal Quick-Step            | + 1 h 28 min 39 s            |

### Classement par équipes
| Classement par équipes | Classement par équipes        | Classement par équipes | Classement par équipes |
| Équipe                 | Équipe                        | Pays                   | Temps                  |
| ---------------------- | ----------------------------- | ---------------------- | ---------------------- |
| 1re                    | Decathlon-AG2R La Mondiale    | France                 | 229 h 54 min 37 s      |
| 2e                     | Ineos Grenadiers              | Royaume-Uni            | + 44 min 23 s          |
| 3e                     | UAE Team Emirates             | Émirats arabes unis    | + 1 h 01 min 50 s      |
| 4e                     | Bahrain Victorious            | Bahreïn                | + 1 h 20 min 25 s      |
| 5e                     | Movistar Team                 | Espagne                | + 1 h 51 min 00 s      |
| 6e                     | Astana Qazaqstan Team         | Kazakhstan             | + 1 h 58 min 31 s      |
| 7e                     | VF Group-Bardiani CSF-Faizané | Italie                 | + 2 h 16 min 59 s      |
| 8e                     | Team dsm-firmenich PostNL     | Pays-Bas               | + 2 h 18 min 50 s      |
| 9e                     | Bora-Hansgrohe                | Allemagne              | + 2 h 45 min 37 s      |
| 10e                    | Soudal Quick-Step             | Belgique               | + 2 h 59 min 42 s      |

### Sanctions au classement UCI
| \| Coureur \| Pays \| Équipe \| Points \| \| -------- \| ------------------ \| ----------------- \| ----------- \| \| Jan Hirt \| République tchèque \| Soudal Quick-Step \| - 25 points \| |                    |                   |             |
| Coureur | Pays               | Équipe            | Points      |
| Jan Hirt | République tchèque | Soudal Quick-Step | - 25 points |

## Abandons
Aucun.